# 민쩌미
민쩌미(본명: 박민정, 1994년 2월 6일~)는 대한민국의 코미디 유튜버이다. 본래 "밍꼬발랄"이라는 채널명으로 2018년 6월 25일에 첫 영상을 업로드하여 꾸준히 유튜브 채널을 운영하였으나 회사와의 계약 종료로 인해 2021년 6월 15일에 업로드 된 영상을 끝으로 채널에 더 이상 영상이 업로드 되지 않았다. 회사와 계약이 끝난 뒤로는 "민쩌미"라는 새로운 채널명으로 활동하는 중이다.

## 출연

### 드라마
- 2022년 투니버스 다시 만난 세계: 쩌미문 - 민쩌미/블랙쩌미 역

### 극장판 애니메이션
- 2023년 짱구는 못말려 극장판: 동물소환 닌자 배꼽수비대 - 장로 여비서

### 인사말 종류
- 별별별별 별이 왔어요~ 안녕 별이에요

- 구독구독구독 좋아요좋아요좋아요 알림클릭클릭 호우! (2018년 6월 25일 ~ 2021년 6월 15일) (밍꼬발랄 채널 인트로에 나왔다.)

- 비슷한 듯 너~무 다른! 쩜by쩜~!! (2021년 7월 22일 ~ 현재) (민쩌미 채널 쩜by쩜에 나오는 인트로이다.)

- 주파수 71.7Mhz 민쩌미의 쩜그레~ (2021년 7월 29일 ~ 현재) (민쩌미 채널 쩜그레에 나오는 인트로이다.)

- 구독 쩜! 좋아요 쩜! 알림 쩜! 민~쩜! (2022년 2월 8일 ~ 현재) (민쩌미 채널에 나오는 인트로.)

### 역대 시리즈
투니버스
- 민쩌미1 (2021년 11월 3일 ~ 2022년 5월 4일)
- 민쩌미2 (2022년 6월 8일 ~ 2022년 11월 30일)
- 민쩌미3 (2023년 4월 11일 ~ 현재)

TV유치원
- 친한친구 민쩌미 (2023년 4월 19일 ~ 현재)

## 수상
- 유튜브 실버버튼
- 유튜브 골드버튼[1]

## 민쩌미 등장인물
쩌미네 가족
- 서영미
- 민서니
- 민쩌미
- 민일
- 민현치

쩌미네 친척
- 친할머니
- 민예민
- 외할머니

효율의 가족
- 육혜안

심소해의 가족
- 소해 오빠 2명

차두의 가족
- 공뜨끈
- 손완수

김아치의 가족
- 김양

쩜by쩜 초등학교
- 미소야
- 김아치
- 민일
- 안대니
- 한사랑

쩜by쩜 중학교
- 영어쌤
- 미술쌤
- 전다민
- 한문쌤
- 보건쌤
- 한문쌤
- 민쩌미
- 효율
- 심소해
- 강한잼
- 보라해
- 안경흰
- 허영심
- 이기적

영미문학탐구부
- 궁궐
- 운태니
- 공차두
- 민쩌미
- 강한잼

쩜by쩜 고등학교
- 미술쌤
- 교감쌤
- 과학쌤
- 국어쌤
- 민서니
- 안재니

우린 사실 여섯이었다
- 민쩌미
- 효율
- 심소해
- 한예쁨
- 이기적
- 백장미
- 김평범
- 부자랑
- 천재야
- 황제일
- 운태니